# Bau (album)
(Per poco che sia)
Bau, pubblicato nel 2006, è un album della cantante italiana Mina.

## Descrizione
Il disco è stato pubblicato il 24 novembre 2006, ma è stato inserito in anteprima in alcuni modelli di cellulari Nokia a partire dal 17 novembre, giorno di presentazione dell'album alla stampa. La canzone Mogol Battisti è stata usata anche nella pubblicità di Conad, con il titolo di Io ringrazio il cielo, cantata da Enzo Draghi. Il secondo singolo estratto dall'album nel febbraio 2007, Alibi, viene diffuso anche con un videoclip diretto da Anthony LaMolinara, premio Oscar per gli effetti speciali di Spider-Man 2.

## Tracce
1. Mogol Battisti (con Andrea Mingardi) – 4:04 (testo: Andrea Mingardi, Maurizio Tirelli – musica: Andrea Mingardi)
2. Sull'Orient Express – 3:48 (testo: Andrea Mingardi, Maurizio Tirelli – musica: Andrea Mingardi)
3. Johnny scarpe gialle – 4:54 (testo: Andrea Mingardi, Maurizio Tirelli – musica: Andrea Mingardi)
4. Nessun altro mai – 4:32 (testo: Andrea Mingardi, Maurizio Tirelli – musica: Andrea Mingardi)
5. Alibi – 3:42 (Ania, Luca Rustici)
6. Per poco che sia – 3:29 (testo: Samuele Cerri – musica: Mattia Gysi, Axel Pani)
7. The end – 3:47 (testo: Andrea Mingardi, Maurizio Tirelli – musica: Andrea Mingardi)
8. Un uomo che mi ama – 6:18 (Maurizio Morante)
9. L'amore viene e se ne va – 4:40 (testo: Andrea Mingardi, Maurizio Tirelli – musica: Andrea Mingardi)
10. Fai la tua vita – 5:05 (Giancarlo Bigazzi, Marco Falagiani)
11. Inevitabile – 4:48 (testo: Andrea Mingardi, Maurizio Tirelli – musica: Andrea Mingardi)
12. Come te lo devo dire – 4:50 (Agostino Guarino)
13. Datemi della musica (con Andrea Mingardi) – 5:38 (Andrea Mingardi)

## Formazione
- Mina – voce
- Ugo Bongianni – tastiera, programmazione
- Faso – basso
- Luca Meneghello – chitarra
- Danilo Rea – Fender Rhodes, pianoforte
- Lorenzo Poli – basso
- Lele Melotti – batteria
- Vincenzo Bramanti – chitarra
- Nicolò Fragile – tastiera, programmazione
- Emilio Soana – tromba, flicorno
- Umberto Marcandalli – tromba
- Pippo Colucci – tromba
- Mauro Parodi – trombone
- Angelo Rolando – trombone
- Paolo Barbieri – sax
- Gabriele Comeglio – sax, flauto, clarinetto
- Giulia Fasolino, Antonio Galbiati, Stefania Martin, Massimiliano Pani – cori

## Classifiche
| Classifica (2006-07) | Posizione massima |
| -------------------- | ----------------- |
| Grecia               | 42                |
| Italia               | 5                 |

### Classifiche di fine anno
| Classifica (2006) | Posizione |
| ----------------- | --------- |
| Italia            | 34        |